# 七子花
七子花（学名：Heptacodium miconioides）是忍冬科七子花属的植物，为中国的特有植物。分布于中国大陆的湖北、浙江等地，生长于海拔600米至1,000米的地区，多生于山坡灌丛中、林下及悬崖峭壁，目前尚未由人工引种栽培。